# Marguerite Pelouze
Marguerite  Pelouze (n. 24 mai 1836 la Paris - d. 25 iulie 1902 la Antibes) (născută Marguerite Wilson)  și devenită Marguerite Pelouze în urma căsătoriei) a fost sora deputatului Daniel Wilson.
Pe 3 decembrie 1857 se căsătorește cu medicul Eugène Philippe Pelouze, fiul chimistului Théophile-Jules Pelouze. Cuplul nu a avut copii. Căsătoria a fost anulată în 1867 de către soțul acesteia, după ce a surprins-o cu fratele său vitreg.
În luna mai a anului 1867, achiziționează contra sumei de 850.000 de franci Castelul Chenonceau, ce dispunea de 136 hectare de teren. 